# Labyrinthina
Labyrinthina es un género de foraminífero bentónico de la subfamilia Labyrinthininae, de la familia Mesoendothyridae, de la superfamilia Loftusioidea, del suborden Loftusiina y del orden Loftusiida. Su especie tipo es Labyrinthina mirabilis. Su rango cronoestratigráfico abarca desde el Liásico (Jurásico inferior) hasta el Oxfordiense (Jurásico superior).

## Discusión
Clasificaciones previas incluyeron Labyrinthina en la familia Orbitopsellidae, así como en el suborden Textulariina del orden Textulariida o en el orden Lituolida.

## Clasificación
Labyrinthina incluye a las siguientes especies:
- Labyrinthina falsomirabilis †
- Labyrinthina mirabilis †

Otra especie considerada en Labyrinthina es:
- Labyrinthina latebrosa †, de posición genérica incierta